# Black Stalin
Black Stalin (* 24. September 1941 als Leroy Calliste in San Fernando; † 28. Dezember 2022 ebenda) war ein trinidadischer Calypso-Sänger und -Songwriter. Er war Anhänger der Rastafaribewegung und bekannt für seine politischen Texte.

## Frühe Jahre
Calliste wurde 1941 als eines von vier Kindern von George und Elcina Calliste in San Fernando geboren. Seine Schulbildung bestand aus dem Besuch einer katholischen Grundschule. Sein erster Beruf war der eines Kontrolleurs im Hafen von Pointe-à-Pierre, einem nördlich von San Fernando gelegenen Zentrum der trinidadischen Ölindustrie. In musikalischer Hinsicht erlernte er das Spiel der Instrumente Steel Pan und Klavier.

## Karriere
Calypso hat in Trinidad kompetitiven Charakter; die jährliche Saison kulminiert während musikalischer Wettbewerbe in der Karnevalssaison im Februar. Die Auftritte finden dabei in „tents“ (deutsch: Zelten) statt, festen Veranstaltungsorten, die von etablierten Calypsonians betrieben werden und in denen aufstrebende Sänger ihre ersten Bühnenerfahrungen machen.
Seinen ersten Auftritt als Calypso-Sänger hatte Calliste 1959 im Southern Brigade Tent in San Fernando. Sein erster Wettbewerbsauftritt war während der Karnevalssaison 1962; der Sieger des „Calypso Road March“-Titels dieses Jahres, Warlord Blakie, prägte Callistes Künstlernamen „The Mighty Stalin“, den er 1969, beeinflusst durch aus dem Tod von Martin Luther King resultierende politische Strömungen, in „Black Stalin“ änderte. 1976 nahm Black Stalin erstmals am Calypso-Monarch-Wettbewerb teil, 1979 gewann er dort zum ersten Mal. Weitere Siege folgten 1985, 1987, 1991 und 1995, was ihn nach Mighty Sparrow und Chalkdust zum dritterfolgreichsten Teilnehmer macht.
Außerhalb Trinidads trat Black Stalin regelmäßig in Ländern mit größeren anglo-karibischen Communitys wie den Vereinigten Staaten, Kanada und Großbritannien auf; 1986 gastierte er auf dem New Orleans Jazz & Heritage Festival. 1987 wurde ihm die Hummingbird Medal in Silber verliehen. 2008 erhielt er die Ehrendoktorwürde der University of the West Indies.

## Stil und Rezeption
Calypso war ursprünglich eine musikalische Erzählform und berichtete somit von aktuellen Ereignissen. Im Laufe des 20. Jahrhunderts machte die Musikgattung einige Bedeutungswandel durch; die Calypsonians nutzten ihr Medium, um zunächst ihre Konkurrenten, später aber auch Politiker zu verulken. Dabei wurden auch soziale Missstände angesprochen, was zu Zensur durch die britischen Kolonialherren führte. Textlich wie musikalisch blieb der Calypso aber primär der Unterhaltung des Publikums verpflichtet. Musikalisch passte sich Black Stalin diesen Ansprüchen stets an, textlich sind viele seiner Calypsos aber ernst und nachdenklich, was ihn zu einer Ausnahmeerscheinung der Szene machte.
Seine Kommentare zur politischen Lage sorgten insbesondere in den 1970er-Jahren für Medienecho; nach der Veröffentlichung des Calypsos Caribbean Man, der Kritik an der CARICOM übte und eine karibische Einheit beschwor, sah sich Premierminister Eric Williams 1979 gezwungen, das Lied in einer Radioansprache zu behandeln. Sprachlich hielt sich Black Stalin an das Trinidadian Creole, eine aus der Vermengung von Englisch und Patois entstandene Kreolsprache, die von etwa zwei Drittel der Trinidadier gesprochen wird. Er selbst bezeichnete die Sprache als „Resistance English“, um auf die Ablehnung des Neuenglischen durch die von afrikanischen Sklaven abstammenden Trinidadier hinzuweisen, und definierte die Sprache als ein elementares Element des Calypso.

“Oil drilling, money making
Mr. Divider, here is a warning
Mih blood in this country
Mih sweat in this country
So when yuh sharing yuh oil-bread
Ah say remember me”

In der Zeitschrift Spin wurde Black Stalin 1987 in einem Porträt als „politischen Lanzenreiter par excellence“ bezeichnet. Der Musikkritiker Robert Christgau nannte ihn den „Erben der Calypso-Tradition des redegewandten Esprits“ und seine aus „sonnengewärmten Arrangements und dem Bariton eines Kettenrauchers“ bestehende Musik „lässig“. Winthrop Holder, Kolumnist der afrozentrischen US-Tageszeitung Daily Challenge, bezeichnete ihn im Literaturmagazin Small Axe als „Linguisten der Unterdrückten“, der „Zeichen setze mit Worten, die auf die Herzen, Seelen und Verstände der Welt gezielte Kugeln“ seien.
2007 erschien eine Black-Stalin-Biografie des trinidadischen Sachbuchautors Louis Regis, der zuvor zwei Standardwerke über Calypso publiziert hatte. 2012 erschien der Dokumentarfilm Come With It, Black Man: A Biography of Black Stalin’s Consciousness der trinidadischen Filmemacherin Tamara Tam-Cruickshank, die Black Stalin vier Jahre lang begleitet hatte.

## Privates
Black Stalin war verheiratet und hat mit seiner Frau Patsy drei Kinder. Er lebte in San Fernando und war Eigentümer einer Bar in Claxton Bay. 2014 erlitt er einen Schlaganfall. Er starb am 28. Dezember 2022 im Alter von 81 Jahren in San Fernando.

## Diskografie (Auszug)
- 1979: Caribbean Man (Makossa)
- 1980: In Ah Earlier Time (Makossa)
- 1984: You Ask For It (Kalico Records)
- 1986: Sing For the Land (B’s Records)
- 1988: Moving Up (B’s Records)
- 1989: To De Master (WB Records)
- 1991: The Bright Side (Straker’s Records)
- 1991: Roots Rock Soca (Rounder Records)
- 1992: Cry of the Caribbean (Straker’s Records)
- 1993: Help (Straker’s Records)
- 1994: Rebellion (Ice Records)
- 1995: Message to Sundar (Ice Records)
- 2000: New Times 2000 (COTT)
- 2009: Just For You (VP Records)